# Вашингтонський саміт НАТО 1999

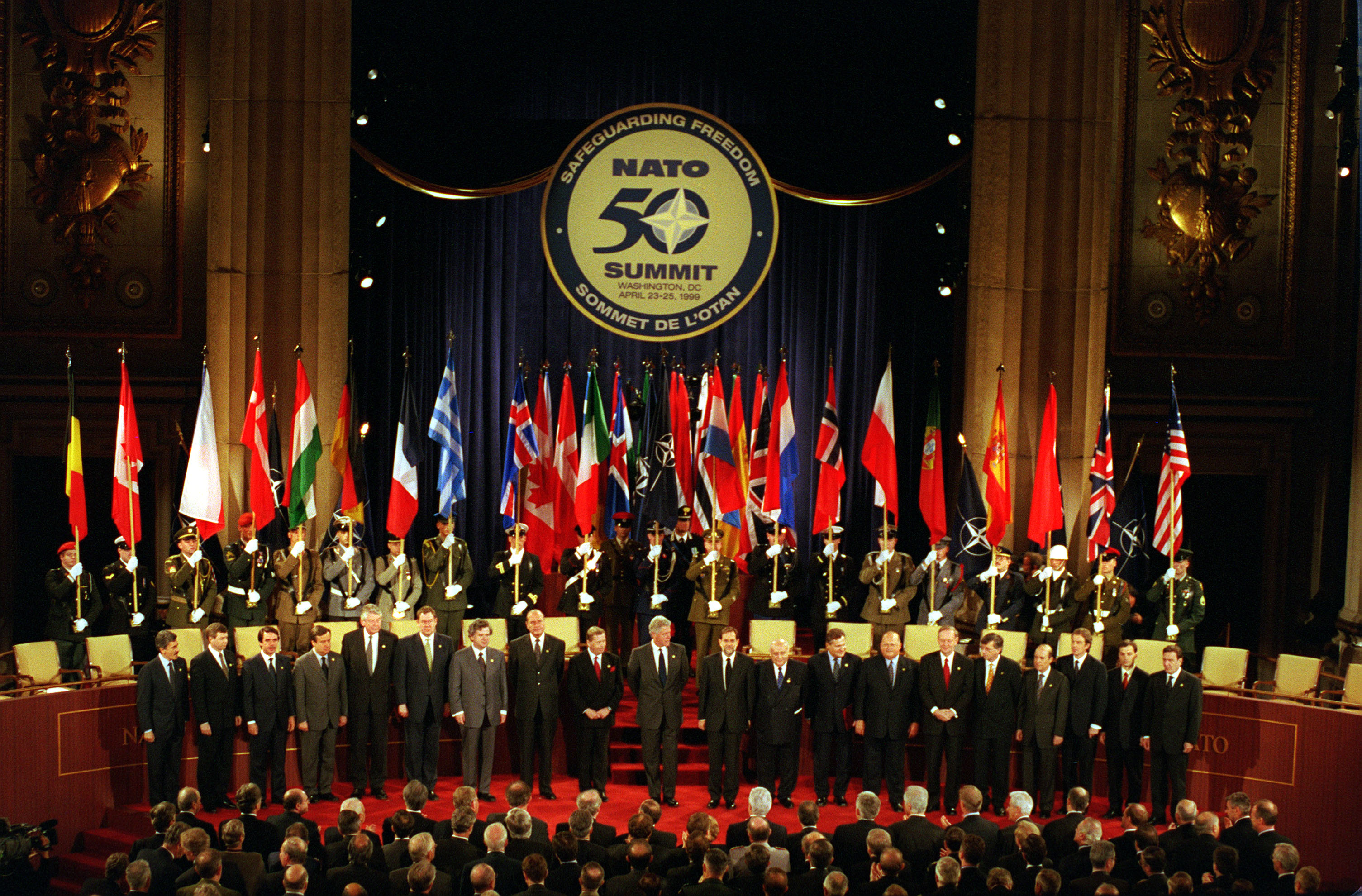
Учасники Вашингтонського саміту

Вашингтонський саміт НАТО 1999 — 15-та зустріч на вищому рівні глав держав та голів урядів країн-членів Північноатлантичного альянсу, що проходила з 23 по 25 квітня 1999 року у Вашингтоні. Саміт відзначився прийняттям перших членів організації з числа постсоціалістичних країн (Чехія, Угорщина і Польща) та ухваленням нової Стратегічної концепції НАТО. Також у Вашингтоні були ухвалені План отримання членства, заходи з подальшого вдосконалення програми «Партнерство заради миру» та започатковані нові ініціативи з адаптації обороноздатності країн-членів до нових вимог та щодо надання нового поштовху зусиллям по обмеженню поширення зброї масового знищення.
Саміт збігся з конфліктом у Косові, де країни-члени НАТО проводили повітряну кампанію, щоб зупинити етнічні чищення і порушення прав людини з боку уряду Федеративної Республіки Югославія. Конфлікт припинився наприкінці червня 1999 року після виведення сербських сил та введення в Косово сил під проводом НАТО (KFOR).

## Результати саміту

### Декларація та комюніке
Всеосяжні цілі та напрями подальшого розвитку Альянсу було окреслено у двох документах загального характеру: декларації та комюніке Вашингтонського саміту. У декларації викладено загальне бачення альянсу, його основні цілі та завдання. Зокрема Пункт 3 проголошує:
|  | На цьому ювілейному саміті ми підтверджуємо нашу рішучість і надалі йти у напрямку досягнення цих цілей, розбудовуючи традиції довіри та співпраці, що склалися у нас протягом п'ятдесяти років. Колективна безпека залишається головною метою НАТО. Ми підтверджуємо нашу відданість справі зміцнення миру, стабільності та свободи |

Учасники саміту також ухвалили «Комюніке», в якому описано тематики саміту та його досягнення.

### Стратегічна концепція

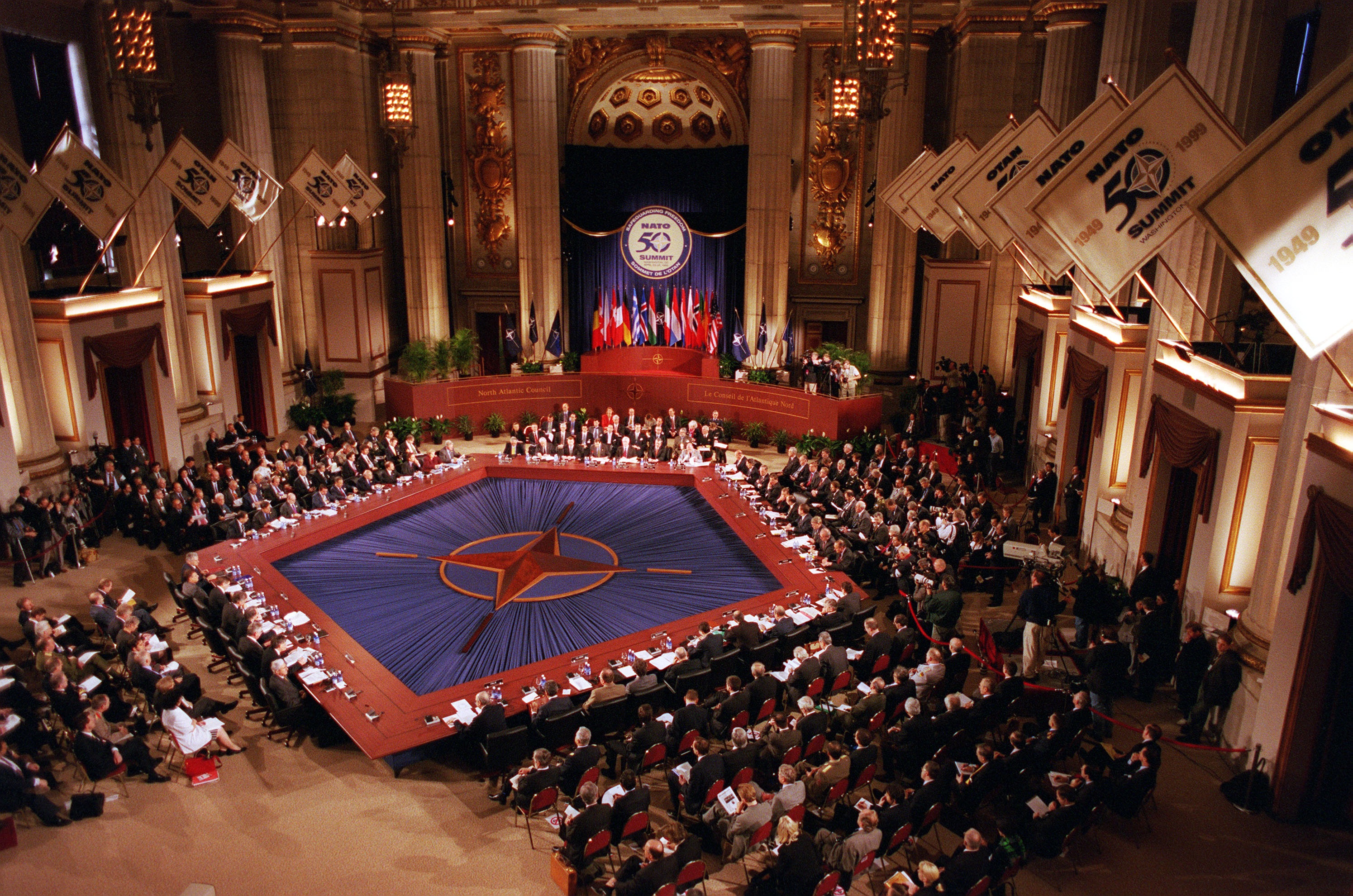
Саміт НАТО, квітень 1999 р.

На саміті було оновлено «Стратегічну концепцію» НАТО від 1991 року, що є основою втілення політики Альянсу. Згідно з концепцією, основна мета НАТО полягає в тому, щоб захищати свободу і безпеку всіх членів Альянсу та встановлення справедливого і сталого мирного порядку в Європі. Для досягнення мети Альянс виконує такі задання:
|  | - Безпека: забезпечує одну з найголовніших передумов стабільного середовища безпеки євроатлантичного регіону, що ґрунтується на розвитку демократичних інститутів і прагненні до мирного вирішення спорів, аби жодна країна не могла вдаватися до залякувань або примусу іншої шляхом погрози силою або її застосування. - Консультації: виконує, згідно із Статтею 4 Вашингтонського Договору, функції головного трансатлантичного форуму для консультацій між членами Альянсу з будь-яких питань, що стосуються їхніх життєвих інтересів, зокрема щодо ситуацій, які можуть загрожувати безпеці членів Альянсу, а також для необхідної координації зусиль у галузях, що становлять спільний інтерес. - Стримування і оборона: стримує і захищає від будь-якої загрози агресії проти кожної з держав НАТО, як передбачено статтями 5 і 6 Вашингтонського договору |

У стратегії визначено фактори ризику від яких залежить безпека країн Альянсу. Серед них:
- непевність всередині та поза межами євроатлантичного регіону, етнічні та релігійні конфлікти, територіальні суперечки, неадекватні або невдалі спроби провести реформи, порушення прав людини, розпад держав
- розповсюдження ядерної, хімічної і біологічної зброї та засобів її доставки
- глобальне розповсюдження технологій, що можуть бути використані для виробництва зброї, проведення інформаційних операцій, покликаних зруйнувати інформаційні системи Альянсу
- ширші ризики, такі, як акти тероризму, саботаж, організована злочинність і переривання постачання життєво важливих ресурсів [4]

### Інші рішення та програми
На Саміті були також ухвалені наступні документи:
- Заява щодо становища в Косово
- План дій з розширення членства в НАТО
- Ініціатива з посилення обороноздатності

## Саміт НАТО-Україна
Саміт НАТО-Україна, перший в історії, також проходив у Вашингтоні 24 квітня в рамках основного саміту. Керівники 19 країн-членів НАТО та Президент України Леонід Кучма обговорили завдання, які виконують Альянс та Україна, окремо та разом, по подоланню проблем, що постають перед евро-атлантичною безпекою.
Основні пункти спільної декларації, оголошеної після закінчення засідання в рамках саміту:
1. Глави держав та урядів знову підтвердили свою підтримку суверенітету та незалежності України, її територіальної цілісності, демократичного розвитку та економічного процвітання як ключових чинників європейської стабільності та безпеки.
2. Україна підтвердила свою рішучість просуватися вперед по шляху демократичних, політичних, економічних та військово-оборонних реформ, а також продовжувати рух на шляху до своєї мети, яка полягає в інтеграції до європейських трасатлантичних структур.
3. Країни-члени НАТО та Україна обмінялися думками з приводу Косовської кризи та тих підходів, яких дотримується кожна із сторін стосовно встановлення довготривалого та справедливого миру в регіоні [5].